# Discovery!
| Recensione | Giudizio |
| ---------- | -------- |
| AllMusic   |          |

Discovery! è il primo album da solista del sassofonista jazz statunitense Charles Lloyd, pubblicato dalla casa discografica Columbia Records nel novembre del 1964.

## Tracce

### LP
Lato A
1. Forest Flower – 7:44 (Charles Lloyd) – Registrato il 29 maggio 1964
2. How Can I Tell You? – 5:09 (Charles Lloyd) – Registrato il 27 maggio 1964
3. Little Peace – 6:23 (Charles Lloyd) – Registrato il 27 maggio 1964
4. Bizarre – 4:15 (Charles Lloyd) – Registrato il 29 maggio 1964

Lato B
1. Days of Wine and Roses – 5:45 (Johnny Mercer, Henry Mancini) – Registrato il 29 maggio 1964
2. Sweet Georgia Bright – 5:36 (Charles Lloyd) – Registrato il 27 maggio 1964
3. Love Song to a Baby – 5:47 (Charles Lloyd) – Registrato il 27 maggio 1964
4. Ol' Five Spot – 6:25 (Charles Lloyd) – Registrato il 29 maggio 1964

- Sul retrocopertina dell'album Bizarre (versione britannica di Discovery!), le date di registrazioni riportate (erroneamente) sono 27 e 29 maggio 1963 a New York

## Musicisti
Forest Flower / Bizarre / Days of Wine and Roses / Ol' Five Spot
- Charles Lloyd – sassofono tenore, flauto
- Don Friedman – piano
- Eddie Khan – contrabbasso
- Roy Haynes – batteria

How Can I Tell You? / Little Peace / Sweet Georgia Bright / Love Song to a Baby
- Charles Lloyd – sassofono tenore, flauto
- Don Friedman – piano
- Richard Davis – contrabbasso
- J. C. Moses – batteria

Note aggiuntive
- George Avakian – produttore, note retrocopertina album originale
- Henry Parker – foto copertina album originale[3]